# Devontie Archer
Devontie Archer (26 de mayo de 2002) es un deportista de Jamaica que compite en atletismo. Ganó una medalla de bronce en el Campeonato Mundial de Atletismo Sub-20 de 2021, en la prueba de 400 m vallas.